# 吉爾吉斯斯坦華人
吉爾吉斯斯坦華人，自1980年代末以來人口一直在增加。2008年的警方統計顯示，全國有60,000名華人生活在國內。然而，2009年人口普查顯示只有1,813人宣稱自己是華人。

## 歷史
由于吉爾吉斯斯坦曾是中国领土的一部分，因此華人很早已出現在吉爾吉斯斯坦，相傳唐代詩人李白就是出生於現在吉爾吉斯境內的碎葉城（但该说法有争议）。
在蒙古帝國時代，大量漢人工匠和商人、農民被蒙古人移民至中亞城市如別失八里、阿力麻里、撒馬爾罕屯田，吉爾吉斯也是屯駐地之一。長春真人也曾通過吉爾吉斯前往阿富汗與成吉思汗會面。
由於中國和吉爾吉斯斯坦是鄰國，國家之間的人口流動歷史悠久。東干人在反清政府起義失敗後於1877年逃到吉爾吉斯斯坦，他們定居在七河地區以及費爾干納谷地。二十世紀初期，維吾爾族，東干人和漢族人士以煤礦，棉花廠和農場的移民工人身份來到費爾干納谷地，有些在吉爾吉斯斯坦永久定居。20世紀50年代發生的大躍進失敗刺激了許多東突厥人逃往包括吉爾吉斯斯坦在內的蘇聯中亞地區，以擺脫中國的迫害。但是，隨著中蘇分裂的惡化，邊界被封禁，這種移民成為不可能。 
20世紀80年代後期的移民重新開始，集中在楚河州和比什凱克附近。來自東突厥的人們來租地種蔬菜。其他來自跨境貿易商，則出售中國含酒精飲料和購買中亞民族服飾，特別是由卡拉库尔绵羊皮製作的服務回東突厥斯坦。在二十一世紀初，吉爾吉斯斯坦的大多數華人都是維吾爾族，但從此，愈來愈多的漢族人到了。吉爾吉斯斯坦和其他後蘇聯國家是東突厥平民的熱門目的地，因為提供他們學習俄語的機會，這在烏魯木齊等城市就業市場中變得重要。最近的移民聲稱他們選擇吉爾吉斯斯坦作為目的地，而不是加入俄羅斯或哈薩克斯坦，因為吉爾吉斯斯坦便宜，和比俄羅斯更安全，因後者經常發生襲擊移民工人事件。

## 商業與移民
中國貿易商經常僱用當地東干人助手。吉爾吉斯斯坦各大學的學生也經常尋求與中國商人合作的就業機會，利用自己的工作機會學習漢語。在比什凱克郊外，有一個大型的中國市場，被描述為“城市內的城市”; 它有自己的醫院，清真寺和公寓。
來自中國的移民也在建築行業工作，特別是低收入人群的住房項目。巴基耶夫總統曾經發表了一個聲明，讚揚了勤奮的中國工人，並將他們與被他稱為“懶惰” 的當地工人進行了嚴肅的對比，不過，他的講話引起了一般市民的不滿。當地建築公司的老闆也喜歡中國工人，因為他們被認為比本地工人的訴訟程度較低。

## 族際關係
有一種普遍的看法，許多中國移民尋求與吉爾吉斯斯坦婦女結婚，以獲得吉爾吉斯斯坦的公民身份。當地人，特別是老人，反對那些與不是穆斯林的男人結婚的女人。然而這種婚姻實際上仍然比較少見。還有人擔心，華人使用假結婚獲得吉爾吉斯斯坦護照，使他們能夠免簽證到土耳其和俄羅斯。
吉爾吉斯斯坦人抱怨說，經營工廠的中國專家是秘密行事的，不想訓練當地人如何操作設備，只想把他們當作低級體力勞動者。吉爾吉斯斯坦工人也責怪非技術熟練的中國移民進入吉爾吉斯逼使他們前往俄羅斯尋找工作，他們面臨著由於仇外心理的暴力的危險。吉爾吉斯斯坦的商人也組織了對中國貿易商的抗議活動。華人移民出現了許多仇外暴力事件，其中包括2002年6月發生的三起死亡事件。在比什凱克2010年推翻巴基耶夫政府的騷亂中，國營中心是中國商人在吉爾吉斯斯坦首都的一個顯著標誌，也成為暴徒的目標，他們搶劫商店，燒毀了建築物。吉爾吉斯斯坦在同樣的騷亂中也對維吾爾族和東干人進行了猛烈的襲擊。

## 媒體
吉尔吉斯斯坦华侨报，於2006年開始出版半月刊;截至2009年，其發行量約為3,000張。由東突厥經濟報出版的同一部門在東突厥斯坦印刷。

## 知名人物
- 阿迪力·居努斯
- 李白（有争议）